# میشه شامبول
میشه شامبول (به لاتین: Meşəşambul, آواری: Рохьоб) یک منطقه مسکونی در جمهوری آذربایجان است که در شهرستان بالاکن واقع شده‌است. میشه شامبول ۳۴۳۸ نفر جمعیت دارد. بیشتر مردم آن از قوم آوار هستند.